# TPB AFK: The Pirate Bay Away From Keyboard
TPB AFK: The Pirate Bay Away From Keyboard ist ein Dokumentarfilm von Simon Klose, der am 8. Februar 2013 veröffentlicht wurde. Er handelt von dem Gerichtsprozess gegen die drei Gründer von The Pirate Bay. Die Dreharbeiten begannen im Sommer 2008 und wurden am 25. August 2012 fertiggestellt.

## Handlung
Die drei Gründer von The Pirate Bay – Peter Sunde aka brokep, Fredrik Neij aka Tiamo und Gottfrid Svartholm aka Anakata – sind vor dem Amtsgericht in Stockholm wegen Urheberrechtsverletzungen angeklagt. Zu sehen sind Ausschnitte aus der Verhandlung und Filmaufnahmen zwischen den Verhandlungssitzungen.
In einer Szene vor Gericht wird gefragt, warum Neij nicht auf die Anfragen der Rechteinhaber regiert habe. Er sagt, dass für ihn die Mails Spam waren, die er an Sunde und Svartholm weitergeleitet hat. Svartholm wiederum sagt, er habe die ersten hundert Mails noch freundlich beantwortet und dann die Geduld verloren. „Go fuck yourself“ war seine Antwort. Verantwortlich für den Inhalt der getauschten Dateien seien schließlich die Nutzer selbst.
Nachdem die Gründer im April 2009 verurteilt wurden, ziehen sie vor das Berufungsgericht, wo sie im November 2010 erneut verurteilt werden. Neij muss zehn Monate, Sunde acht Monate und Lundström vier Monate ins Gefängnis. Die Geldstrafe beträgt 46 Millionen Kronen (3,3 Millionen Euro). Das Verfahren gegen Svartholm war in der Berufung abgetrennt worden, weil er aus gesundheitlichen Gründen nicht erscheinen konnte. Er war zu dieser Zeit in Kambodscha. In einer Einblendung wird mitgeteilt, dass im Februar 2012 der Oberste Gerichtshof in Schweden die erneute Berufung endgültig abgewiesen hat.
In kurzen Interviews kommen auch Beteiligte der Gegenseite zu Wort und legen ihre Sicht der Dinge dar. Außerdem sind Standorte der The Pirate Bay-Server und ein Teil des Privatlebens der Gründer zu sehen.
AFK – Away From Keyboard wird im Film anstelle von IRL – In Real Life verwendet, weil die drei das Internet als „real“ betrachten.

## Finanzierung
Der Film wurde finanziert durch: Sveriges Television (SVT), Norsk rikskringkasting (NRK), Danmarks Radio (DR), BBC, Arte/ZDF, Film i Skåne, Schwedisches Filminstitut, Dänisches Filminstitut, Norwegisches Filminstitut, Fritt Ord und durch Crowdfunding.
Im August 2010 wurde eine Crowdfunding-Kampagne auf der Plattform Kickstarter gestartet mit dem Ziel, 25.000 US-Dollar einzunehmen. Das Ziel wurde bereits nach drei Tagen erreicht. Bis zum Ende der Sammelperiode im September 2010 wurden von 1.737 Geldgebern insgesamt 51.424 US-Dollar eingenommen.
Im Februar 2011 erhielt Klose zusätzlich 200.000 Schwedische Kronen (31.325 US-Dollar) vom Swedish Arts Grants Committee des Schwedischen Kulturministeriums.
Über die Film-Homepage wurde der Film ab 8. Februar 2013 zum Herunterladen auf freiwilliger Bezahlbasis (10 US-Dollar) angeboten. Bereits am ersten Tag waren rund 2.000 bezahlte Downloads mit einem Ertrag von über 22.000 US-Dollar zu verzeichnen. Am 2. September 2013 waren es 3.429 bezahlte Downloads mit Einnahmen von insgesamt 48.987 US-Dollar.

## Veröffentlichung
Der Film eröffnete am 8. Februar 2013 die Sektion Panorama Dokumente bei den Internationalen Filmfestspielen in Berlin. Zeitgleich stand der Film auch auf The Pirate Bay zum Download und auf YouTube zum Streamen bereit. Der komplette Film wurde unter der Creative-Commons-Lizenz BY-NC-ND auf The Pirate Bay und anderen BitTorrent-Seiten veröffentlicht. Zusätzlich besteht die Möglichkeit, den Film als Download oder DVD zu kaufen, um damit den Produzenten zu unterstützen.
Für Remixe des Films wurde eine weitere Version veröffentlicht, in der urheberrechtlich eingeschränktes Material entfernt wurde. Diese Version ist vier Minuten kürzer und unter der CC-Lizenz BY-NC-SA.
Der Sender ARTE produzierte eine deutsche Synchronfassung, welche am 2. April 2013 im Rahmen eines Themenabends erstmals ausgestrahlt wurde. Diese Fassung ist 81 Minuten lang und blendet auch einige Internet-Begriffe wie BitTorrent oder IRC auf Deutsch und Französisch ein. Am Ende des Films ist ebenfalls die CC-Lizenz BY-NC-ND zu sehen.

## Rezeption
Peter Sunde schrieb in einem Blogartikel, dass er den Film geteilt sieht. Auf der einen Seite sei der Film technisch gut gemacht, auf der anderen Seite würde der Film zu sehr dramatisieren. Der Kameramann Simon Klose sei ein guter Freund von Sunde, der Filmeditor hingegen kenne Sunde nicht, wodurch einige Szenen in einem falschen Licht dargestellt würden. Er nennt zwei Beispiele: In einer Szene habe er geschwitzt „wie ein Schwein“, was im Film aussieht, als würde ihn die Sache psychisch fertig machen. In einer anderen Szene sagt Fredrik Neij, das Urteil des Berufungsprozesses sei nicht auf der Startseite von BBC und CNN. Dies sei von Neij aber nicht ernst gemeint gewesen, zumal die Meldung wenige Minuten später doch auf den Startseiten der beiden Nachrichtensender erschien, was im Film jedoch unerwähnt bleibt. Außerdem kritisierte Sunde, dass der Fokus des Films zu sehr auf dem Prozess liegt.
Direkt nach Erscheinen bemühten sich US-amerikanische Filmstudios darum, die Dokumentation bei Google aus den Suchergebnissen löschen zu lassen. Jedoch besaßen weder 20th Century Fox, noch Paramount Pictures, Viacom oder Lions Gate die notwendigen Rechte, um den Film bei Suchmaschinenanbietern oder Filehostern juristisch per DMCA zu entfernen. Im August 2013 meldete sich Google-Sprecher David Mothander bei Simon Klose und sagte zu, die gelöschten Links wiederherzustellen. Die Verzögerung erklärte er damit, dass seine Antwort-Mail auf Kloses Gegenantrag in der Outbox hängengeblieben sei.